# Kate Stoneman

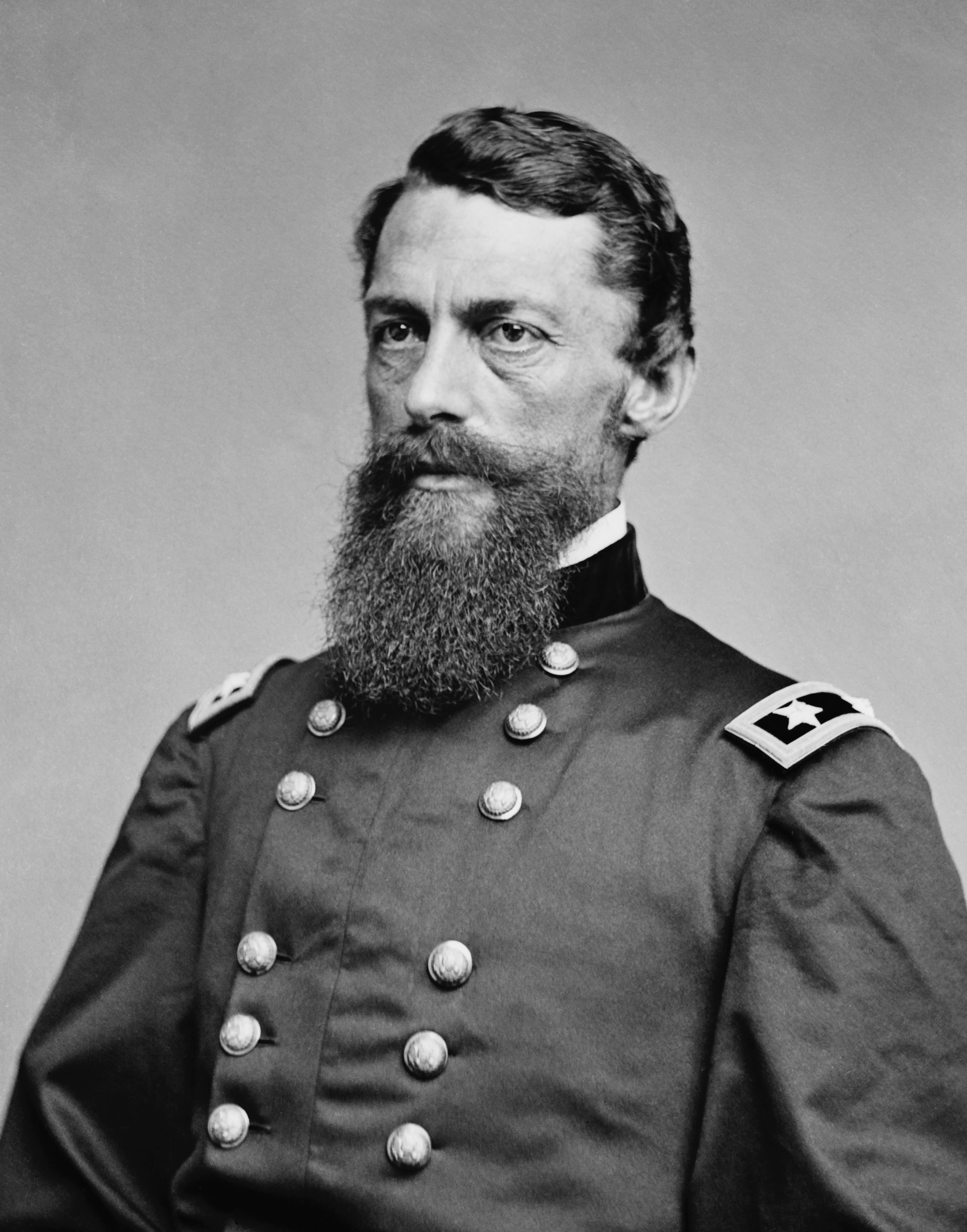
Il Generale George Stoneman

Katherine Stoneman (Busti, 1841 – 19 maggio 1925) è stata un'avvocata, docente, attivista e suffragetta statunitense dei primi del Novecento e la prima donna ammessa alla Associazione degli avvocati dello Stato di New York.

## Primi anni e famiglia
Katherine (Kate) Stoneman nacque nella fattoria di famiglia a Busti, nella Contea di Chautauqua, New York, quinta di otto figli. La sua famiglia era attiva nel settore del legname; suo padre fu anche giudice di pace per diversi anni.
Uno dei suoi fratelli, George Stoneman, divenne Governatore della California. Suo fratello Edward divenne giudice della Corte Suprema dell'Illinois.

## Formazione e carriera di insegnante
Nel 1864 la Stoneman iniziò a frequentare la Albany Normal School per perseguire il suo obiettivo di diventare insegnante. Durante gli studi lavorò per la Corte d'Appello di New York come copista. Kate si laureò alla Albany Law School della Union University, una scuola di legge privata e indipendente fondata nel 1851.
Si laureò nel 1866 e iniziò a insegnare al Glens Falls Seminary. In seguito insegnò alla sua alma mater, la Albany Normal School. È stata la prima donna a presiedere l'associazione degli ex alunni e ha ricoperto la carica di vicepreside.

## Carriera legale
Kate Stoneman fu la prima donna a superare l'esame di abilitazione all'esercizio della professione forense a New York nel 1885. Ma nella primavera del 1886 la sua domanda di iscrizione all'albo degli avvocati di New York fu respinta unicamente a causa del suo sesso. Con l'aiuto delle suffragette locali, la Stoneman sollecitò l'introduzione e l'approvazione di una legge che consentiva l'ammissione di tutti i candidati idonei, indipendentemente dalla razza o dal sesso. La legge fu introdotta, approvata e firmata dal governatore David Hill il 20 maggio 1886, solo nove giorni dopo il rifiuto iniziale.
Dopo 12 anni dall'ammissione all'albo degli avvocati, iniziò a studiare legge alla Albany Law School. Oltre a continuare a insegnare all'Università di Albany, lavorava come assistente per un avvocato della zona. Fu la prima donna a laurearsi alla Albany Law School nel 1898. Ha gestito uno studio legale ad Albany dal 1889 al 1922.

## Onorificenze e premi
Kate Stoneman morì il 19 maggio 1925 ed è sepolta nell'Albany Rural Cemetery. È stata inserita nella National Women's Hall of Fame nell'ottobre 2009.
L'omonimo Progetto Kate Stoneman promuove e sostiene le donne nella professione legale.